# دایرکت‌پلی
دایرکت‌پلی (به انگلیسی: DirectPlay) قسمتی از پروژهٔ دایرکت‌اکس واسط برنامه‌نویسی کاربردی مایکروسافت است. در حقیقت یک کتابخانه شبکه ارتباطاتیست که برای توسعهٔ بازی‌های رایانه‌ای در نظر گرفته شده‌است، اگرچه می‌تواند برای اهداف دیگری نیز مورد استفاده قرار گیرد.
دایرکت‌پلی به‌عنوان یک نرم‌افزار سطح بالا رابط بین برنامه‌ها و خدمات ارتباطاتیست که به بازی‌ها اجازه می‌دهد از طریق اینترنت، پیوند مودم یا شبکه به هم متصل شوند. این مجموعه دارای ابزاریست که به بازیکنان این امکان را می‌دهد تا بازی‌ها و سایت‌هایی را برای مدیریت اطلاعات بین میزبان و بازیکنان پیدا کنند. این راهی فراهم می‌کند تا برنامه‌ها بتوانند باهم در ارتباط باشند، صرف نظر از سرویس آنلاین یا پروتکل اصلی. همچنین بسیاری از مشکلات اتصال، مانند برگردان نشانی شبکه (NAT) را برطرف می‌کند.
مانند بقیه دایرکت اکس‌ها، دایرکت پلی نیز در COM اجرا می‌شود و از طریق واسط (رایانش) مدل شیء مؤلفه (COM) قابل دسترسی است. به صورت پیش فرض، دایرکت پلی از تکنیک‌های برنامه‌نویسی ریسه (رایانش) استفاده می‌کند و برای جلوگیری از مشکلات معمول موضوع، نیاز به فکر دقیق دارد. از نسخه دایرکت اکس ۹، این مسئله می‌تواند با هزینه کارایی کاهش یابد.

## مدل شبکه‌ای
در زیر و بم کار، دایرکت پلی در حقیقت بر روی قرارداد داده نگار کاربر (UDP) ساخته شده‌است تا به آن امکان ارتباط سریع با سایر برنامه‌های دایرکت پلی را بدهد.
دایرکت پلی در لایه‌های ۴ و ۵ مدل اتصال متقابل سامانه‌های باز(OSI) قرار دارد.
- در لایه ۴، دایرکت پلی در صورت درخواست برنامه می‌تواند کارهای زیر را انجام دهد:
  - سفارش پیام، که اطمینان می‌دهد داده‌ها به همان ترتیب ارسال شده می‌رسند و تغییر نکرده‌اند.
  - اعتماد (شبکه رایانه ای) پیام، که تضمین می‌کند داده‌ها وارد می‌شوند.
  - کنترل جریان (داده) پیام، که اطمینان می‌دهد داده‌ها فقط با نرخی که گیرنده می‌تواند آن را دریافت کند ارسال می‌شود.
- در لایه ۵، دایرکت پلی همیشه کار زیر را انجام می‌دهد:
  - شروع و خاتمه اتصال

## رابط‌ها
- رابط‌های اصلی (روش‌های دسترسی) برای دایرکت پلی عبارتند از:
  - IDirectPlay8Server، که امکان دسترسی به قابلیت سرور را فراهم می‌کند.
  - IDirectPlay8Client، که امکان دسترسی به قابلیت‌های کارخواه را فراهم می‌کند.
  - IDirectPlay8Peer، که امکان دسترسی به عملکردهای نظیر به نظیر را فراهم می‌کند.
- رابط‌های ثانویه عبارتند از:
  - رابط‌های مختلف لابی که به بازیکنان امکان می‌دهد یک بازی را پیدا و آماده کنند قبل از اینکه به‌طور حقیقی شروع شود.
  - رابط‌های مدیریت موضوع که به برنامه‌نویس اجازه می‌دهد تا میزان استفاده از منابع را تنظیم کند. این امر همچنین امکان غیرفعال کردن ریسه‌های کارگری به‌طور کلی را فراهم می‌کند تا از مسائل پیچیده و چند رشته‌ای به بهای کاهش پاسخگویی جلوگیری شود.
  - رابط‌های مختلف برگردان نشانی شبکه (NAT) که میزبان بازی‌ها را برای بازیکنان پشت روتر آسان می‌کند. اکثر بازیکنان با ارتباط اینترتی باند پهن با این مشکل روبرو هستند.
  - رابط‌های مختلف ارتباط صوتی معروف به DirectPlay Voice (دایرکت پلی وویس) که پشتیبانی از ارتباط صوتی و ورودی صوتی را در بازی‌ها آسان‌تر می‌کند.
  - رابط‌های مختلف نظارت بر صف که به برنامه اجازه می‌دهد تا در مورد میزان ارسال و دریافت داده در صورت درخواست بازخورد دریافت کند. که اجازه می‌دهد تا یک برنامه متناسب با قابلیت گیرنده، مقدار داده ارسال شده را کاهش یا افزایش دهد.

## دایرکت پلی وویس
دایرکت پلی وویس در ویندوز ام ای به عنوان بخشی از DirectX 7.1 برای بازی‌های چند نفره معرفی شد. این یک ارتباطات صوتی، ضبط و پخش API است که به گیمرها اجازه می‌دهد از طریق خود جلسه  انتقال شبکه دایرکت پلی، از گفتگوی صوتی در بازی‌ها که برای استفاده از API نوشته شده‌اند استفاده کنند.

## شرایط جاری
دایرکت‌پلی به‌طور سنتی یکی از اجزای دایرکت‌اکس بود که کمتر مورد توجه قرار گرفت، اما برای دایرکت‌اکس نسخهٔ ۸ مورد بازنگری اساسی قرار گرفت و به یک کتابخانه شبکهٔ نسبتاً سبک تبدیل شد. با این حال، به‌عنوان بخشی از رونمایی مایکروسافت از XNA در سال ۲۰۰۴، مایکروسافت نشان داد که دایرکت پلی به نفع Games for Windows -live فناوری‌ای که از قبل در اکس باکس در دسترس بود و برای استفاده به رایانه‌های ویندوز  منتقل شده بود، منسوخ می‌شود. دایرکت‌پلی در دایرکت اکس DLL برای تمام مدت ویندوز XP پشتیبانی می‌شود، اما از پاییز 2007 سرصفحه‌ها و کتابخانه‌ها — اگر برنامه نویسان بخواهند برنامه‌های جدیدی را که از این فناوری استفاده می‌کنند، اجزای حیاتی داشته باشند — در دایرکت اکس SDK وجود غایب شده‌اند.
در ویندوز ویستا، دایرکت پلی منسوخ شده و دایرکت پلی وویس و دایرکت پلی)NAT(برگردان نشانی شبکه) حذف شده‌اند.